# American Geographical Society
L'American Geographical Society (AGS) o Societat Geogràfica Americana és una organització de geògrafs professionals fundada l'any 1851 a la ciutat de Nova York. La majoria dels seus membres són dels Estats Units però n'hi ha de molts altres països. Aquesta societat impulsa activitats que augmentin el coneixement geogràfic i el presenta i interpreta no només per ús dels geògrafs sinó també dels polítics. És la més antiga organització geogràfica d'àmbit de tots els Estats Units. En els seus més de 150 anys d'existència s'ha interessat especialment per l'Àrtida, Antàrtic i l'Amèrica Llatina. En les seves expedicions científiques cal que hi hagi resultats científics tangibles.
La van fundar 31 novaiorquesos que eren filantrops acabalats, historiadors i editors. Entre ells hi havia George Folsom, Henry Grinnell, Henry Varnum Poor, Hiram Barney, Alexander Isaac Cotheal, Henry Evelyn Pierrepont, S. De Witt Bloodgood, John Romeyn Brodhead, Joshua Leavitt i Archibald Russell. De seguida van organitzar una expedició polar per petició de Lady Franklin per a buscar el seu marit i els seus companys perduts en l'Expedició de Franklin. La Societat no va estar completament establerta fins al 7 de desembre de 1854.
Aquesta societat primer es va dir American Geographical and Statistical Society. L'any 1871, va treure la menció “and Statistical” i va passar a dir-se American Geographical Society.
Després de la Primera Guerra Mundial, la societat va fer un esforç per completar la cartografia de la "Hispanic America" com a part d'un treball internacional de cartografiar tot el món a escala 1:1.000.000.

## Publicacions
L'AGS publica la revista geogràfica Geographical Review
També publica una revista de 40 pàgines amb fotografies en color anomenada Focus' in Geography.
Ubique, és una publicació quadrimestral només distribuïda entre els membres de la Societat i persones relacionades.